# Poldersedijk
De Poldersedijk bij ’s-Heer Arendskerke is een 12e-eeuwse en oudste nog bestaande dijk van het Zeeuwse Zuid-Beveland.
De Poldersedijk was sinds de 12e eeuw waterkerend totdat de Pieterspolder tussen 1395 en 1400 aangelegd werd en deze functie overnam. De Poldersedijk bevat nog het eerste twaalfde-eeuwse dijkje van circa 1,5 meter hoog, aangelegd op het toenmalige hooggelegen schor, dat met schorzoden tegen het zeewater was beschermd. Dat dijkje is in totaal negen keer verhoogd tot circa 4,5 meter boven het NAP en verbreed, vermoedelijk omdat de veenhoudende bodem na de aanleg van de twaalfde-eeuwse dijk sterk inklonk, waardoor de kruin steeds lager kwam te liggen. Uit het profiel van de dijk is ruim tweehonderd jaar ontwikkeling van de bedijkingstechniek af te lezen.